# شهرستان ون بیورن (آیووا)
شهرستان ون برن، آیووا (به انگلیسی: Van Buren County, Iowa) شهرستانی در ایالات متحده آمریکا است که در آیووا واقع شده‌است.

## خصوصیات
شهرستان ون بیورن ۱٬۲۷۱٫۶۹ کیلومترمربع مساحت دارد.